# Nobunaga's Ambition
Nobunaga's Ambition (信長の野望 Nobunaga no Yabō?,  Lit. "La Ambición de Nobunaga") es una serie de videojuegos de estrategia publicados por primera vez en 1987 por el desarrollador de videojuegos japonés Koei. "Nobunaga's Ambition" se desarrolla en el Período Sengoku del Japón feudal. Como indica el título, el jugador está encomendado a la tarea de lograr el objetivo final del daimyō Oda Nobunaga: la conquista y unificación de todo Japón. La selección de Oda Nobunaga es opcional, sin embargo, el jugador puede elegir entre una variedad de otros daimyos de la época.
Los juegos que componen esta serie han sido publicados en una variedad de consolas, tales como: NES, Game Boy, Mega Drive, Super Nintendo Entertainment System, 3DO Interactive Multiplayer, PlayStation 2. El título también fue lanzado para ordenadores personales Amiga y Macintosh con compatibilidad MS-DOS. 

## Juego
El jugador puede elegir entre cuatro escenarios de campaña militar como: " la Batalla por el Este" (a partir de 1560), "luchas de los daimyos por el poder" (1560), "Ambición indomable" (1571) y " El Camino hacia la unificación" (1582). En cada uno de los escenarios, el jugador debe administrar bien los recursos de su feudo a fin de levantar una fuerza militar capaz, proveer una economía productiva para apoyar tanto la expansión militar como la civil y apoyar a los campesinos a fin de mantener su respeto y lealtad. El proceso de juego se desarrolla en turnos, cada turno que pasa examinando el mapa corresponde a una temporada y cada turno durante la batalla corresponde a un día. El jugador puede alcanzar la victoria a través de numerosos medios, como por ejemplo: forzando al enemigo a retroceder (retirada), destruyendo la unidad principal de comando enemigo, o la prolongación de la batalla hasta que el enemigo haya agotado sus suministros.
De acuerdo con Evan Brooks, de la revista Computer Gaming World, el jugador puede tomar varias acciones, tales como: "Transferir soldados entre feudos, ir a la guerra, aumentar los impuestos (lo que provoca una disminución de la lealtad de los campesinos, lo que puede provocar una rebelión), tranferir el arroz y el oro de un feudo a otro, elevar el nivel de control de inundaciones (lo que disminuye la productividad), hacer una pacto de no agresión o concertar un matrimonio con un feudo enemigo, cultivar (lo que aumenta la productividad, pero disminuye la lealtad campesina), utilizar comerciantes (para comprar o vender arroz, contraer préstamos o comprar armas), Reclutar militares (soldados o ninjas), entrenar al ejército (lo que aumenta la capacidad de combate), enviar espias a un feudo enemigo, expandir una ciudad (lo que aumenta los impuestos recaudados, pero disminuye la lealtad campesina), dar de comer a campesinos y a soldados (para elevar la moral), secuestrar campesinos de feudos rivales, asignar fuerzas militares, recuperarse uno mismo (incluso un daimyo puede enfermar), entregar un feudo controlado a la CPU para que lo administre o pasar un turno (pista: cuando uno no tiene idea de qué hacer, se recomienda entrenar a las tropas.)"

## Títulos en la serie
Para Nintendo Entertainment System
- Nobunaga's Ambition (Lanzamiento en Japón 1987)
- Nobunaga's Ambition II (Lanzamiento en Japón 1989)

Para Mega Drive
- Nobunaga no Yabou: Zenkoku Han (Lanzamiento en Japón: 19 de diciembre de 1991)
- Nobunaga no Yabou: Bushou Fuuun Roku (Nobunaga's Ambition: Lord of Darkness en los EE. UU. Fecha de Lanzamiento en Japón: 15 de septiembre de 1993)
- Nobunaga no Yabou: Haouden (Fecha de Lanzamiento en Japón: 25 de febrero de 1994)
- Nobunaga's Ambition (Lanzado en 1993)

Para Super Nintendo Entertainment System
- Nobunaga's Ambition (Fecha de Lanzamiento en Japón: 1991)
- Nobunaga's Ambition: Lord of Darkness (Lanzado 1994)
- Nobunaga's Ambition: Flammable of Castle (Lanzado 1995)

Para Sega Mega-CD
- Nobunaga no Yabou: Haouden (Fecha de Lanzamiento en Japón: 1994)

Para PlayStation:
- Nobunaga no Yabou: Haouden
- Nobunaga no Yabou: Tenshoki
- Nobunaga no Yabou: Returns
- Nobunaga no Yabou: Shouseiroku
- Nobunaga no Yabou: Reppuuden

Para PlayStation 2:
- Nobunaga no Yabou: Ranseiki
- Nobunaga no Yabou: Soutensoku
- Nobunaga no Yabou: Tenka Souhei (Nobunaga's Ambition: Rise to Power En los Estados Unidos , relanzado el 5 de febrero de 2008)
- Nobunaga no Yabou: Kakushin (Nobunaga's Ambition: Iron Triangle En los Estados Unidos, para relanzarse en 2009)

Para Wii:
- Nobunaga no Yabou: Kakushin (with Power Up kit) (Nobunaga's Ambition: Iron Triangle En los Estados Unidos, echa de Lanzamiento en Japón: 2008)

Para consolas portátiles:
- Nobunaga's Ambition for Game Boy (信長の野望 ゲームボーイ版)
- Nobunaga's Ambition for Bandai WonderSwan (信長の野望 for ワンダースワン)
- Nobunaga's Ambition for Game Boy Color (信長の野望 ゲームボーイ版2)
- Nobunaga's Ambition for Game Boy Advance (信長の野望)
- Nobunaga's Ambition for Nintendo DS (信長の野望DS)
- Nobunaga's Ambition 2 for Nintendo DS (信長の野望DS2)
- Nobunaga's Ambition VI, VII, and VII (with Power Up kit) también lanzada para la PlayStation Portable

Para PC:
- Nobunaga no Yabou: Kakushin (Nobunaga's Ambition: Iron Triangle En los Estados Unidos, para lanzarse en 2009)
- Nobunaga no Yabou sozo (Nobunaga's Ambition: Sphere of Influence En los Estados Unidos, 2013)

Para Nintendo DS:
- Pokémon + Nobunaga's Ambition ´(Pokémon Conquest En los Estados Unidos)

Para Nintendo Switch:
- Nobunaga no Yabou Taishi (Nobunaga's Enormous Ambition En Japón ,2017)

## Recibimiento y crítica
La serie de "Nobunaga's Ambition" ha ganado varios premios con los años. Según el sitio web de Koei, diversas versiones de la serie han ganado el "Premio BHS" de la revista "Log-In", el premio "Minister of Post & Telecommunications", el premio anual al "Best PC Software" de Nikkei BP tres veces consecutivas, y el gran premio de la CD-ROM Fan's "Fan of the Year 2001". La acogida de los fanáticos ha sido positiva, los usuarios de Gamespot han clasificado el "Nobunaga's Ambition" original con una puntuación total de 8.8 de 10